# فرد دوهرتي
فرد دوهرتي (بالإنجليزية: Fred Doherty)‏ هو لاعب هوكي جليد أمريكي، ولد في 17 يونيو 1887 في Asphodel–Norwood ‏ في كندا، وتوفي في 12 فبراير 1961.

## وصلات خارجية
- فرد دوهرتي على موقع دوري الهوكي الوطني (الإنجليزية)
- فرد دوهرتي على موقع HockeyDB.com (الإنجليزية)
- فرد دوهرتي على موقع Hockey-Reference.com (الإنجليزية)